# Carthago delenda est

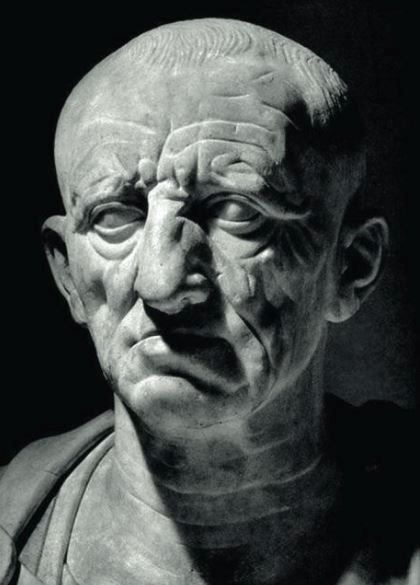
Marcus Porcius Cato Maior, „Cato starší“

Carthāgō dēlenda est, česky: „Kartágo musí být zničeno“, nebo v plné verzi Cēterum (autem) cēnseō Carthāginem esse dēlendam, „Ostatně (však) soudím, že Kartágo musí být zničeno“, je latinská fráze, výzva v Římské republice, která zazněla v pozdějších letech punských válek.
Byť žádný historický zdroj neposkytuje frázi přesně tak, jak se obvykle v moderní době cituje, lze z řady zdrojů dovodit, že římský státník Cato starší vždy zakončoval své projevy některou z variací uvedeného vyjádření – a to i když o Kartágu vůbec nebyla řeč. Proto lze tuto frázi používat také jako úporné, opakované naléhání na nějakou věc.

## Historické souvislosti

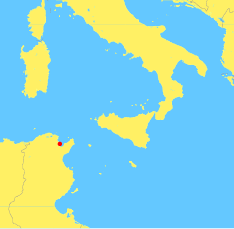
Poloha Kartága v severní Africe

Přestože byli Římané v prvních dvou punských válkách úspěšní, soupeřili o dominanci s městským státem Kartágo (dnes na území Tuniska) založeným mořeplavci Féničany a utrpěli mnoho ponížení a zničujících obratů. To vedlo k postoji směřujícímu k pomstě a totálnímu vítězství, což bylo vyjádřeno těmito frázemi.
Postoj vedení totální války proti Kartágu vyústil v naprosté zničení města na konci třetí punské války. Město bylo rozoráno a přeživší obyvatelé prodáni do otroctví. Historici se však neshodují v tom, zda byla oblast také posypána solí.
Fráze se někdy přejímá pro moderní použití, v poučném odkazu na totální válku, a byla použita jako název hry Alana Wilkinse o třetí punské válce (2007). Jiným moderním použitím „Ostatně soudím, že…“ je, podobně jako u Catova opakovaného naléhání, projevem silného přesvědčení o nějaké myšlence - podobně jako Cato starší měl pravdu, že bude Kartágo zničeno.

## Moderní inspirace
Výrokem o zničení Kartága se o více než dva tisíce let později inspiroval slavný polský europoslanec Janusz Korwin-Mikke, který většinu svých projevů v europarlamentu zakončoval větou: „Dlatego sądzę, że unia europejska musi być zniszczona!“. To v překladu do češtiny znamená „Proto soudím, že Evropská unie musí být zničená.“, takže podobnost s výrokem senátora Catona je celkem zjevná. Korwin svůj výrok neprezentoval pouze v jedné konkrétní podobě, ale lehce ho obměňoval, například na začátku věty řekl „poza tym“ (na druhou stranu), namísto „dlatego“.

## Gramatika
Sloveso deleo, „ničit“, je ve frázi ve formě delenda, slovesného přídavného jména (příčestí) zvaného gerundivum, které vyjadřuje nutnost. Připojeno je pomocným slovesem být a shoduje se s ženským rodem latinského Carthago. Jedná se o příklad trpného opisného časování (conjugatio periphrastica passiva).
V delší variantě je použito sloveso censeo, „soudím, domnívám se“, které je přechodné (tranzitivní, používá se s předmětem přímým), proto následuje fráze v akuzativu (4. pádě): Carthaginem delendam. Pomocné sloveso (esse) je zde v infinitivu, jedná se o typickou latinskou vazbu akuzativu s infinitivem (accusativus cum infinitivio). Slovo ceterum, „ostatně“, je střední rod jednotného čísla akuzativu slova „ostatní“, známého ze sousloví et cetera, „a další“ (zkráceně etc. čili atd.). Slovo autem, „však, ale“ je odvozeno od spojky aut, „nebo“, tedy nikoli od řeckého autos, „sám“, jako například slovo automobil.